# 豊前市立八屋中学校
豊前市立八屋中学校（ぶぜんしりつはちやちゅうがっこう）は、福岡県豊前市赤熊にある公立中学校。2028年度までに八屋中、千束中、角田中を統合し「豊前中央中学校」を開校する予定。

## 教育目標

### 教育目標
- 規律ある学校生活を送り、確かな学力を身につける生徒の育成

### 目指す生徒像
- 自己実現に向けて、意欲をもって学び続ける力をもった生徒
- 自分を大切にし、他人を大切にできる心豊かな生徒
- たくましく、ねばり強く生きる生徒

## 学区
豊前市立八屋小学校と豊前市立宇島小学校、豊前市立大村小学校（ただし大字青畑を除く）の範囲である。

## 交通

### 鉄道
- JR九州 日豊本線 「宇島駅」から 徒歩約8分

### バス
- 豊前バス 岩屋線 「八屋中学校前」

## 関係者

### 出身者
- 谷中天架 - 陸上競技女子100メートルハードル日本中学記録（13秒47）保持者（2021年11月7日記録）[3]